# Indian Head (Fraserön)
Indian Head är en udde i Australien. Den ligger i delstaten Queensland, omkring 270 kilometer norr om delstatshuvudstaden Brisbane. Indian Head ligger på ön Fraserön.
Trakten är glest befolkad. 
Savannklimat råder i trakten. Genomsnittlig årsnederbörd är 1 545 millimeter. Den regnigaste månaden är mars, med i genomsnitt 290 mm nederbörd, och den torraste är september, med 24 mm nederbörd.